# 1168 Brandia
1168 Brandia là một tiểu hành tinh vành đai chính bay quanh Mặt Trời. Nó được phát hiện bởi Eugène Joseph Delporte ở Uccle, Bỉ ngày 25 tháng 8 năm 1930. Tên ban đầu của nó là 1930 QA.